# Conus proximus
Conus proximus е вид охлюв от семейство Conidae. Видът не е застрашен от изчезване.

## Разпространение и местообитание
Разпространен е във Вануату, Индонезия, Нова Каледония, Папуа Нова Гвинея, Соломонови острови, Фиджи и Филипини.
Обитава пясъчните дъна на океани, морета и рифове.